# مارتین بریتویت
مارتین کریستنسن بریتویت (دانمارکی: Martin Christensen Braithwaite؛ زادهٔ ۵ ژوئن ۱۹۹۱) بازیکن فوتبال اهل دانمارک است که برای باشگاه گرمیو بازی می‌کند.
از باشگاه‌هایی که در آن بازی کرده است می‌توان به تولوز، میدلزبرو، بوردو، لگانس و بارسلونا اشاره کرد.
وی همچنین در تیم ملی فوتبال دانمارک بازی کرده است.

## افتخارات
اسبیرگ
- جام حذفی دانمارک (۱): ۱۳–۲۰۱۲
- لیگ یک دانمارک (۱): ۱۲–۲۰۱۱

بارسلونا
- کوپا دل ری (۱): ۲۱–۲۰۲۰[۱]